# Sabah al Salem Stadium
Das Sabah al-Salem Stadium ist ein Fußballstadion mit Leichtathletikanlage im Stadtteil Mansūriya der kuwaitischen Hauptstadt Kuwait. Es ist die Heimspielstätte des Fußballclubs al-Arabi. Es bietet 23.000 Zuschauern Platz. Das Sabah al-Salem Stadium war ein Spielort der Fußball-Asienmeisterschaft 1980.
2019 wurde über den Plan eines Neubaus des Stadions mit 30.000 überdachten Plätzen berichtet. Der Entwurf gewann den Future Stadium Design of the Year Award.

## Galerie

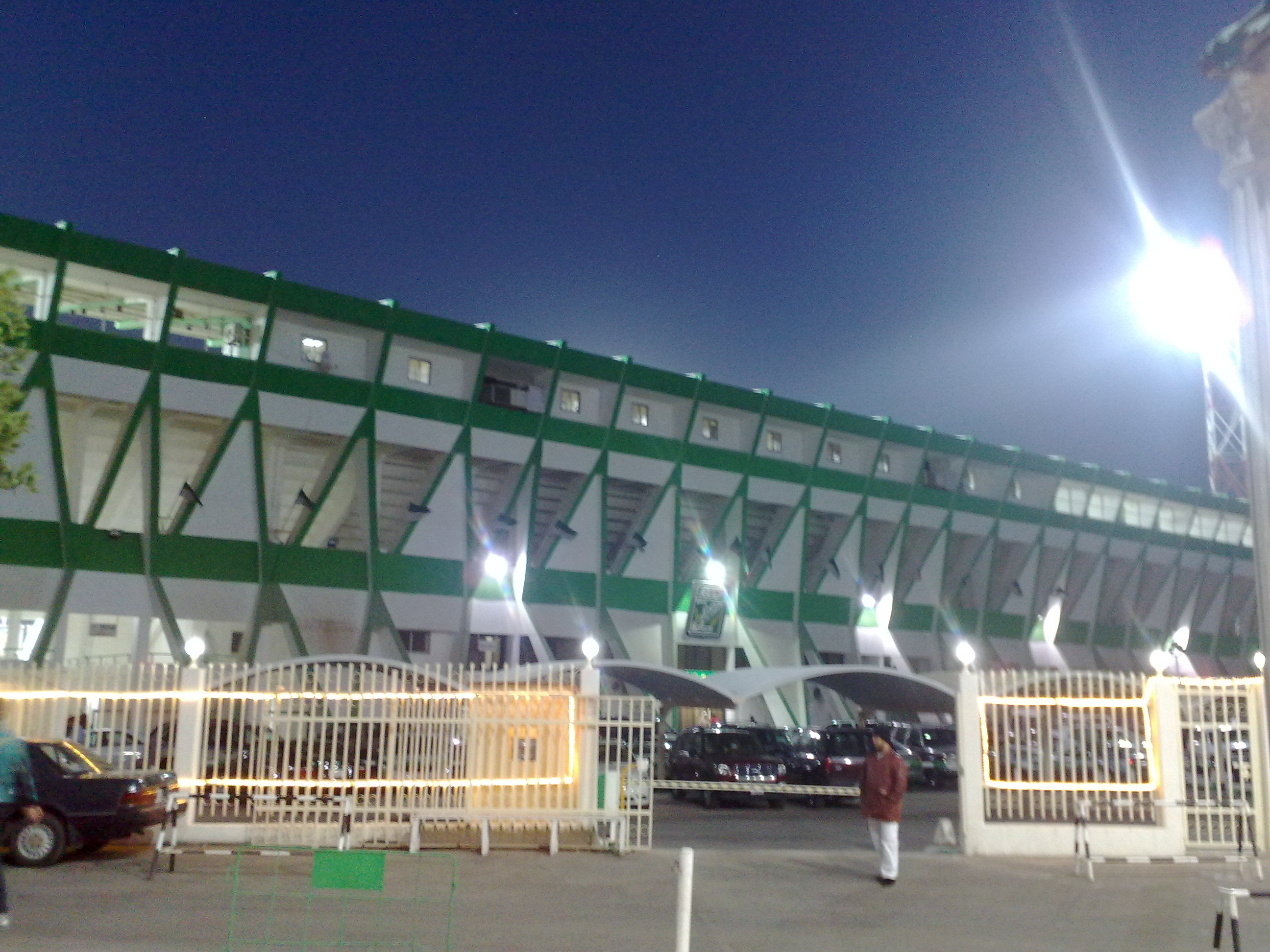
Das Sabah al-Salem Stadium von außen